# 下釜優次
下釜 優次（しもがま ゆうじ、1992年1月25日 - ）は、ジャパンラグビーリーグワン埼玉パナソニックワイルドナイツに所属するラグビー選手。

## プロフィール
- 鹿児島県出身[1]。
- ポジションはフッカー(HO)、フランカー(FL)。
- 身長 178 cm、体重 100 kg

## 略歴
2010年、鹿児島玉龍高校卒業後、筑波大学に入学する
2013年、筑波大学ラグビー部の副将に就任した。
2014年、筑波大学卒業後、九州電力キューデンヴォルテクスに加入。同年9月6日に行われたトップキュウシュウA予選リーグ第1節の三菱重工長崎戦に途中出場で公式戦初出場を果たした。
2017年、九州電力キューデンヴォルテクスを退団した。
2018年、パナソニック ワイルドナイツ(現・埼玉パナソニックワイルドナイツ)に加入。